# Івкін Іван Вікторович
Іва́н Ві́кторович І́вкін — старший сержант Збройних сил України, учасник російсько-української війни.

## Нагороди
За особисту мужність і героїзм, виявлені у захисті державного суверенітету та територіальної цілісності України, вірність військовій присязі під час російсько-української війни
- нагороджений орденом «За мужність» III ступеня (26.2.2015).